# Ersin Mehmedović
Ersin Mehmedovic (n. 10 mai 1981, Novi Pazar, Serbia) este un fotbalist din Serbia, retras din activitate.

## Cariera
Ersin Mehmedovic a început să joace fotbal la formația Remont Cacak. A evoluat pentru aceasta în 15 meciuri într-o ligă inferioară din Serbia, după care a ajuns în Slovenia, la MND Tabor Sežana, formație care în momentul venirii lui Mehmedovic evolua în prima ligă slovenă.
După ce nu a fost folosit foarte mult la MND Tabor, jucând doar un meci în prima ligă slovenă, Mehmedovic a ajuns surprinzător la echipa belgiană KAA Gent. La Gent a stat între 2002 și 2004, evoluând în doar 3 meciuri și fiind împrumutat la KV Mechelen, echipă-fanion a Belgiei care pe atunci evolua în cea de-a treia ligă valorică din această țară.
A ajuns în România la finalul sezonului 2004-2005, fiind achiziționat de către Politehnica Timișoara. A evoluat într-un singur meci la Timișoara pe finalul acestui sezon, pe 30 aprilie 2005, într-un egal cu Apulum Alba Iulia la Timișoara.
În sezonul 2005-2006, Mehmedovic a fost împrumutat la formația Progresul București, pe atunci FC Național. A debutat într-o victorie a bancarilor în fața unei alte echipe bucureștene, Rapid. A evoluat apoi constant bine, iar la finalul sezonului a bifat 23 de meciuri în tricoul bleu-albastru, fără să marcheze însă niciun gol.
S-a întors la Politehnica Timișoara la sfârșitul sezonului, iar venirea antrenorului Sorin Cârțu a însemnat o nouă șansă pentru fotbalistul sârb, care a devenit titular la începutul anului competițional 2006-2007. El a fost titular indiscutabil în timpul mandatului acestui antrenor, însă o dată cu plecarea lui Cârțu și venirea lui Alin Artimon, Mehmedovic nu a mai fost folosit decât sporadic, fiind mai mereu lăsat pe banca de rezerve.
În vara anului 2007, Ersin Mehmedovic a fost cedat de către Politehnica la Unirea Urziceni. A debutat la formația ialomițeană chiar împotriva fostei sale formații, Politehnica Timișoara, iar meciul s-a încheiat cu o victorie a Unirii, scor 4-1.
A reușit, împreună cu Unirea Urziceni, un parcurs excelent în sezonul 2007-2008 al Ligii 1, formația ialomițeană clasându-se la final pe locul 5, la egalitate de puncte cu ocupantele locurilor 3 și 4, Rapid și Dinamo.
În anul 2008, a debutat cu Unirea Urziceni în Cupa UEFA, evoluând împotriva nemților de la Hamburger SV.

### Performanțe internaționale
A jucat pentru Unirea Urziceni în grupele UEFA Champions League 2009-10, contabilizând 3 meciuri în această competiție.

## Titluri
| Sezon   | Club            | Titlu  |
| ------- | --------------- | ------ |
| 2008-09 | Unirea Urziceni | Liga I |